# Har du glömt? (musikalbum)
Har du glömt? är ett studioalbum från 1976 av det svenska dansbandet Wizex och bandets sista album på skivbolaget Starrec. Albumet placerade sig som högst på 30:e plats på den svenska albumlistan. Låten "Cowboy Yoddle Song" blev ett litet genombrott för gruppens sångerska Kikki Danielsson.

## Låtlista

### Sida 1
| Nr | Titel                                                    | Låtskrivare                          | Längd |
| -- | -------------------------------------------------------- | ------------------------------------ | ----- |
| 1. | "Har du glömt?"                                          | Jan Askelind, Conny Modig            | ?     |
| 2. | "Love Hurts"                                             | Boudleaux Bryant                     | ?     |
| 3. | "Nu vet jag vad kärlek är (If You Love Me (Let Me Know)" | John Rostill, Lasse Green            | ?     |
| 4. | "En sommardag försvinner"                                | Lars Hagelin, Tommy Stjernfeldt      | ?     |
| 5. | "Jag måste gå (Nobody Wins)"                             | Kris Kristofferson, Kikki Danielsson | ?     |
| 6. | "I'm on Fire"                                            | Tony Eyers                           | ?     |

### Sida 2
| Nr  | Titel                                                    | Låtskrivare                            | Längd |
| --- | -------------------------------------------------------- | -------------------------------------- | ----- |
| 7.  | "Cowboy Yodel Song"                                      | Carson Robison                         | ?     |
| 8.  | "Kär på lek (Un ange)"                                   | Jean Renard, Stikkan Anderson          | ?     |
| 9.  | "Låt din kärlek flöda (Let Your Love Flow)"              | Larry E. Williams, Åke Strömmer        | ?     |
| 10. | "Stand by Your Man"                                      | Billy Sherrill, Tammy Wynette          | ?     |
| 11. | "Åh, Marie"                                              | Lars Hagelin, Tommy Stjernfeldt        | ?     |
| 12. | "Alla vägar bär till dig (Every Road Leads Back to You)" | Barry Mason, Keith Potger, L. Schulman | ?     |

## Listplaceringar
| Lista (1976) | Topplacering |
| ------------ | ------------ |
| Sverige      | 30           |

### Fotnoter
1. ↑  ”Svensk mediedatabas”. http://smdb.kb.se/catalog/id/001885413. Läst 21 april 2011.
2. ↑  ”Wizex – Har du glömt?” (på engelska). swedishcharts.com. Hung Medien. http://www.swedishcharts.com/showitem.asp?interpret=Wizex&titel=Har+du+gl%F6mt&cat=a.